# Southern-Moreton-Bay-Islands-Nationalpark

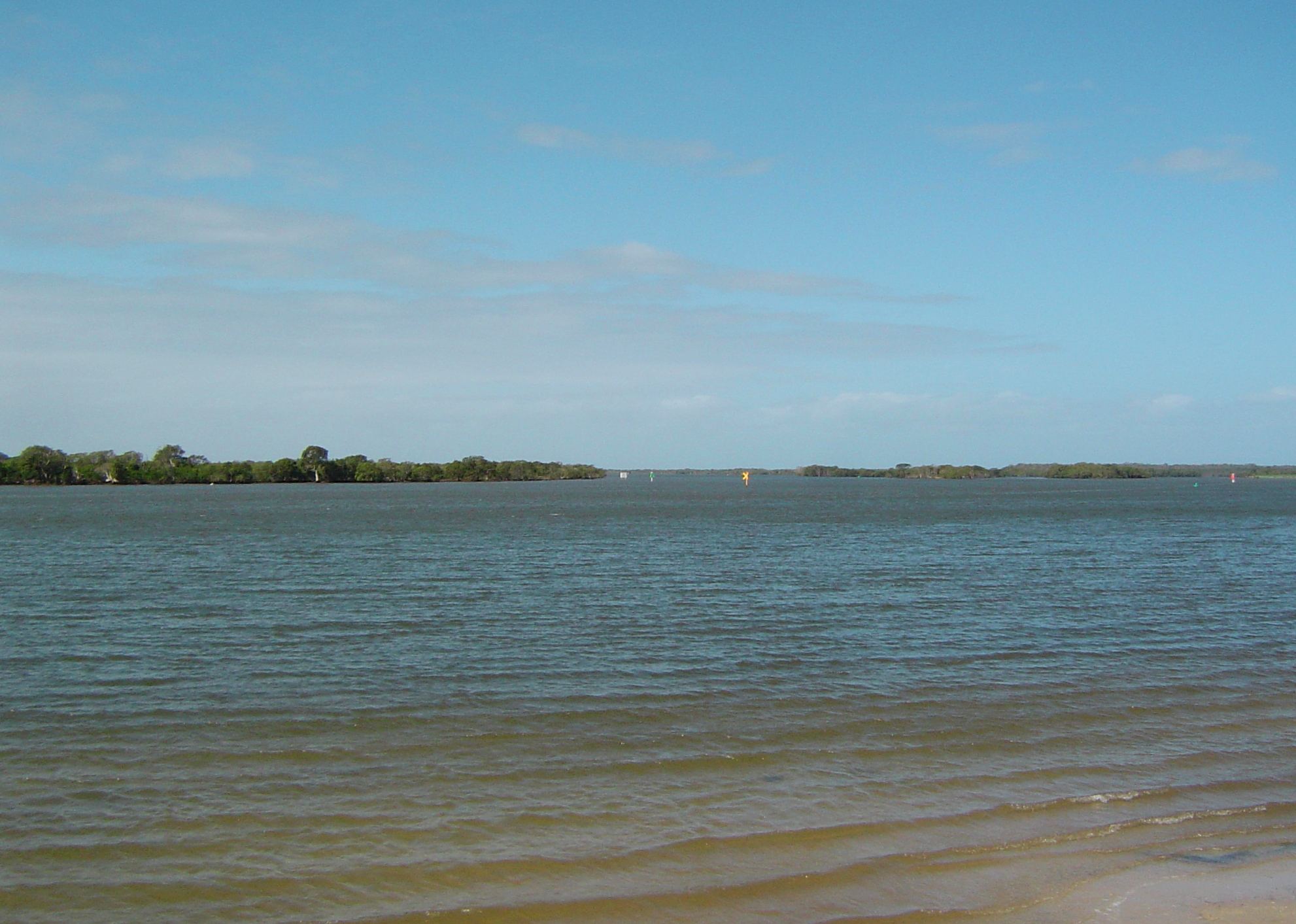
Tipplers Passage zwischen Kangaroo Island und Woogoompah Island (2014)

Der Southern-Moreton-Bay-Islands-Nationalpark (engl.: Southern Moreton Bay-Islands National Park) ist ein Nationalpark im Südosten des australischen Bundesstaates Queensland. Er liegt 44 Kilometer südöstlich von Brisbane und zehn Kilometer nordöstlich von Coomera.
Die Gruppe besteht aus vier benachbarten Inseln in der Moreton Bay zwischen der Küste und South Stradbroke Island: Willes Island, Kangaroo Island, Woogoompah Island und Coomera Island. Auch ein Teil der etwas nördlich liegenden Cobby Cobby Island gehört dazu.

## Geschichte
Zwei der größeren Inseln, Woogoompah Island und Coomera Island, wurden früher als Viehweide genutzt. Auf Woogoompah Island sieht man immer noch Überreste aus dieser Zeit, wie eine Zisterne und eine Laderampe für Rinder. Im Inneren von Coomera Island befindet sich ein brackiges Lagunensystem, das von gerodeten Flächen umgeben ist.

## Flora und Fauna
Um die fünf Inseln befinden sich mehr als die Hälfte aller Mangrovenwälder in der Moreton Bay. Auf Kangaroo Island wachsen auch Kasuarinen.
In den Mangroven und in den angrenzenden Wattgebieten fühlen sich Fische, Quallen, Dugongs und Meeresschildkröten besonders wohl. Die Inseln sind Teil der Moreton Bay and Pumicestone Passage Important Bird Area, die von BirdLife International ausgewiesen wurde, weil dort große Mengen von Zug-, Wasser- und Strandvögeln ihren Lebensraum finden.

## Einrichtungen und Zufahrt
Bei Niedrigwasser ergibt sich auf Cobby Cobby Island ein Strand, der sich als Picknickplatz empfiehlt. Auch auf Kangaroo Island kann man ein kurzes Stück Strand bei Ebbe finden. Zelten ist zwar auf den Inseln erlaubt, aber wegen der dichten Mangroven und der vielen Sandfliegen und Mücken nicht empfehlenswert.
Die Inseln sind nur mit privaten Booten erreichbar.